# Fanny Normann
Franziska Ott,  nome de nascimento de Fanny Schreck, também creditada como Fanny Normann (1877 — 1951) foi uma atriz alemã de cinema mudo.
Foi casada com o também ator Max Schreck entre 1910-1936, até a morte de Schreck. Interpretou uma enfermeira no filme Nosferatu (1922) baseado no célebre romance Drácula, de Bram Stoker.